# Kajak-kenu a 2012. évi nyári olimpiai játékokon
A 2012. évi nyári olimpiai játékokon a kajak-kenuban összesen 16 versenyszámot rendeztek. A szlalom versenyeket július 29. és augusztus 1., a síkvízi versenyeket augusztus 6. és 11. között tartották.

## Résztvevők

### Szlalom
Szlalomban a férfiaknál kenu egyes, kenu kettes és kajak egyes, a nőknél csak kajak egyes versenyeket rendeztek.
| Versenyszám              | Sportolók száma | Hajók száma |
| K-1                      | 21              | 21          |
| C-1                      | 16              | 16          |
| C-2                      | 24              | 12          |
| Férfi versenyek összesen | 61              | 49          |
| női K-1                  | 21              | 21          |
| Női versenyek összesen   | 21              | 21          |
| Versenyek összesen       | 82              | 70          |

### Síkvízi
A síkvízi versenyek közül a férfiaknál 200 és 1000 méteren rendeztek összesen 8 versenyszámot, a nőknél 200 és 500 méteren négyet.
| Versenyszám              | Sportolók száma | Hajók száma |
| K-1 200 m                | 14              | 14          |
| K-1 1000 m               | 14              | 14          |
| K-2 200 m                | 20              | 10          |
| K-2 1000 m               | 20              | 10          |
| K-4 1000 m               | 40              | 10          |
| C-1 200 m                | 13              | 13          |
| C-1 1000 m               | 13              | 13          |
| C-2 1000 m               | 24              | 12          |
| Férfi versenyek összesen | 158             | 96          |
| K-1 200 m                | 14              | 14          |
| K-1 500 m                | 14              | 14          |
| K-2 500 m                | 20              | 10          |
| K-4 500 m                | 40              | 10          |
| Női versenyek összesen   | 88              | 48          |
| Versenyek összesen       | 246             | 144         |

## Versenynaptár
| E | Előfutamok | ½ | Elődöntők | D | Döntő |

| Verseny↓/Dátum → | 6 | 6 | 7 | 7 | 8 | 9 | 10 | 10 | 11 |
| ---------------- | - | - | - | - | - | - | -- | -- | -- |
| Férfi C-1 200 m  |   |   |   |   |   |   | E  | ½  | D  |
| Férfi C-1 1000 m | E | ½ |   |   | D |   |    |    |    |
| Férfi C-2 1000 m |   |   | E | ½ |   | D |    |    |    |
| Férfi K-1 200 m  |   |   |   |   |   |   | E  | ½  | D  |
| Férfi K-1 1000 m | E | ½ |   |   | D |   |    |    |    |
| Férfi K-2 200 m  |   |   |   |   |   |   | E  | ½  | D  |
| Férfi K-2 1000 m | E | ½ |   |   | D |   |    |    |    |
| Férfi K-4 1000 m |   |   | E | ½ |   | D |    |    |    |
| Női K-1 200 m    |   |   |   |   |   |   | E  | ½  | D  |
| Női K-1 500 m    |   |   | E | ½ |   | D |    |    |    |
| Női K-2 500 m    |   |   | E | ½ |   | D |    |    |    |
| Női K-4 500 m    | E | ½ |   |   | D |   |    |    |    |

| Verseny↓/Dátum → | 29 | 30 | 31 | 31 | 1 | 1 | 2 | 2 |
| ---------------- | -- | -- | -- | -- | - | - | - | - |
| Férfi C-1        | E  |    | ½  | D  |   |   |   |   |
| Férfi C-2        |    | E  |    |    |   |   | ½ | D |
| Férfi K-1        | E  |    |    |    | ½ | D |   |   |
| Női K-1          |    | E  |    |    |   |   | ½ | D |

## Éremtáblázat
(A táblázatokban Magyarország és a rendező ország sportolói eltérő háttérszínnel, az egyes számoszlopok legmagasabb értéke vagy értékei vastagítással kiemelve.)
| A 2012. évi nyári olimpiai játékok éremtáblázata kajak-kenuban | A 2012. évi nyári olimpiai játékok éremtáblázata kajak-kenuban | A 2012. évi nyári olimpiai játékok éremtáblázata kajak-kenuban | A 2012. évi nyári olimpiai játékok éremtáblázata kajak-kenuban | A 2012. évi nyári olimpiai játékok éremtáblázata kajak-kenuban | Olimpia  |
| -------------------------------------------------------------- | -------------------------------------------------------------- | -------------------------------------------------------------- | -------------------------------------------------------------- | -------------------------------------------------------------- | -------- |
|                                                                | Ország                                                         | Arany                                                          | Ezüst                                                          | Bronz                                                          | Összesen |
| 1.                                                             | Németország (GER)                                              | 3                                                              | 2                                                              | 3                                                              | 8        |
| 2.                                                             | Magyarország (HUN)                                             | 3                                                              | 2                                                              | 1                                                              | 6        |
| 3.                                                             | Nagy-Britannia (GBR)                                           | 2                                                              | 1                                                              | 1                                                              | 4        |
| 4.                                                             | Franciaország (FRA)                                            | 2                                                              | 0                                                              | 0                                                              | 2        |
| 5.                                                             | Ukrajna (UKR)                                                  | 1                                                              | 2                                                              | 0                                                              | 3        |
| 6.                                                             | Oroszország (RUS)                                              | 1                                                              | 1                                                              | 1                                                              | 3        |
| 7.                                                             | Ausztrália (AUS)                                               | 1                                                              | 1                                                              | 0                                                              | 2        |
| 8.                                                             | Norvégia (NOR)                                                 | 1                                                              | 0                                                              | 0                                                              | 1        |
| 8.                                                             | Olaszország (ITA)                                              | 1                                                              | 0                                                              | 0                                                              | 1        |
| 8.                                                             | Új-Zéland (NZL)                                                | 1                                                              | 0                                                              | 0                                                              | 1        |
|                                                                |                                                                |                                                                |                                                                |                                                                |          |
| 11.                                                            | Spanyolország (ESP)                                            | 0                                                              | 2                                                              | 2                                                              | 4        |
| 12.                                                            | Fehéroroszország (BLR)                                         | 0                                                              | 2                                                              | 1                                                              | 3        |
| 13.                                                            | Kanada (CAN)                                                   | 0                                                              | 1                                                              | 2                                                              | 3        |
| 14.                                                            | Csehország (CZE)                                               | 0                                                              | 1                                                              | 1                                                              | 2        |
| 15.                                                            | Portugália (POR)                                               | 0                                                              | 1                                                              | 0                                                              | 1        |
|                                                                |                                                                |                                                                |                                                                |                                                                |          |
| 16.                                                            | Szlovákia (SVK)                                                | 0                                                              | 0                                                              | 2                                                              | 2        |
| 17.                                                            | Dél-afrikai Köztársaság (RSA)                                  | 0                                                              | 0                                                              | 1                                                              | 1        |
| 17.                                                            | Lengyelország (POL)                                            | 0                                                              | 0                                                              | 1                                                              | 1        |
|                                                                |                                                                |                                                                |                                                                |                                                                |          |
| Összesen                                                       | Összesen                                                       | 16                                                             | 16                                                             | 16                                                             | 48       |

## Érmesek

### Síkvízi számok

#### Férfiak
| A 2012. évi nyári olimpiai játékok érmesei férfi síkvízi kajak-kenuban |                                                                           |                                                                                   |                                                                            |
| Versenyszám                                                            | Arany                                                                     | Ezüst                                                                             | Bronz                                                                      |
| C-1 200 m                                                              | Jurij Cseban · Ukrajna (UKR)                                              | Ivan Stil · Oroszország (RUS)                                                     | Alfonso Benavides · Spanyolország (ESP)                                    |
| C-1 1000 m                                                             | Sebastian Brendel · Németország (GER)                                     | David Cal · Spanyolország (ESP)                                                   | Mark Oldershaw · Kanada (CAN)                                              |
| C-2 1000 m                                                             | Németország (GER) · Peter Kretschmer · Kurt Kuschela                      | Fehéroroszország (BLR) · Andrej Bahdanovics · Aljakszandr Bahdanovics             | Oroszország (RUS) · Alekszej Korovaskov · Ilja Pervuhin                    |
| K-1 200 m                                                              | Ed McKeever · Nagy-Britannia (GBR)                                        | Saúl Craviotto · Spanyolország (ESP)                                              | Mark de Jonge · Kanada (CAN)                                               |
| K-1 1000 m                                                             | Eirik Verås Larsen · Norvégia (NOR)                                       | Adam van Koeverden · Kanada (CAN)                                                 | Max Hoff · Németország (GER)                                               |
| K-2 200 m                                                              | Oroszország (RUS) · Jurij Posztrigaj · Alekszandr Gyjacsenko              | Fehéroroszország (BLR) · Raman Pjatrusenka · Vadzim Mahnyev                       | Nagy-Britannia (GBR) · Liam Heath · Jon Schofield                          |
| K-2 1000 m                                                             | Magyarország (HUN) · Dombi Rudolf · Kökény Roland                         | Portugália (POR) · Fernando Pimenta · Emanuel Silva                               | Németország (GER) · Martin Hollstein · Andreas Ihle                        |
| K-4 1000 m                                                             | Ausztrália (AUS) · Tate Smith · Dave Smith · Murray Stewart · Jacob Clear | Magyarország (HUN) · Kammerer Zoltán · Tóth Dávid · Kulifai Tamás · Pauman Dániel | Csehország (CZE) · Daniel Havel · Lukáš Trefil · Josef Dostál · Jan Štĕrba |

A kenu egyes 200 méteren ezüstérmes lett Jevgenijus Šuklinas dopping mintáját utólag újra ellenőrizték és turinobol használatát mutatták ki. Ezért 2019-ben megfosztották érmétől.

#### Nők
| A 2012. évi nyári olimpiai játékok érmesei női síkvízi kajak-kenuban |                                                                                              |                                                                                                |                                                                                             |
| Versenyszám                                                          | Arany                                                                                        | Ezüst                                                                                          | Bronz                                                                                       |
| K-1 200 m                                                            | Lisa Carrington · Új-Zéland (NZL)                                                            | Inna Oszipenko-Radomszka · Ukrajna (UKR)                                                       | Dusev-Janics Natasa · Magyarország (HUN)                                                    |
| K-1 500 m                                                            | Kozák Danuta · Magyarország (HUN)                                                            | Inna Oszipenko-Radomszka · Ukrajna (UKR)                                                       | Bridgette Hartley · Dél-afrikai Köztársaság (RSA)                                           |
| K-2 500 m                                                            | Németország (GER) · Franziska Weber · Tina Dietze                                            | Magyarország (HUN) · Kovács Katalin · Dusev-Janics Natasa                                      | Lengyelország (POL) · Karolina Naja · Beata Mikołajczyk                                     |
| K-4 500 m                                                            | Magyarország (HUN) · Szabó Gabriella · Kozák Danuta · Kovács Katalin · Fazekas-Zur Krisztina | Németország (GER) · Carolin Leonhardt · Franziska Weber · Katrin Wagner-Augustin · Tina Dietze | Fehéroroszország (BLR) · Irina Pamjalova · Nadzeja Papok · Volha Hudzenka · Marina Pavtaran |

### Vadvízi (szlalom) számok
| A 2012. évi nyári olimpiai játékok érmesei szlalom kajak-kenuban |                                                        |                                                          |                                                           |
| Versenyszám                                                      | Arany                                                  | Ezüst                                                    | Bronz                                                     |
| Férfi C-1                                                        | Tony Estanguet · Franciaország (FRA)                   | Sideris Tasiadis · Németország (GER)                     | Michal Martikán · Szlovákia (SVK)                         |
| Férfi C-2                                                        | Nagy-Britannia (GBR) · Timothy Baillie · Etienne Stott | Nagy-Britannia (GBR) · David Florence · Richard Hounslow | Szlovákia (SVK) · Pavol Hochschorner · Peter Hochschorner |
| Férfi K-1                                                        | Daniele Molmenti · Olaszország (ITA)                   | Vavřinec Hradílek · Csehország (CZE)                     | Hannes Aigner · Németország (GER)                         |
| Női K-1                                                          | Émilie Fer · Franciaország (FRA)                       | Jessica Fox · Ausztrália (AUS)                           | Maialen Chourraut · Spanyolország (ESP)                   |